# Adelheid von Weilheim
Adelheid von Weilheim († nach 1135) war die Gattin des Otto I. von Dachau-Valley. Sie wird 1122 als solche erstmals in einer Urkunde des Klosters Bernried und zusammen mit ihrem Gatten als Gründerin des Klosters erwähnt. Im Nekrologium des Klosters Schäftlarn werden sie und ihr Gatte 1135 als comes bezeichnet.

## Leben
Adelheid war die Tochter des ingenuus (d. h. freigeboren) Gebino I., der eine Tochter des Bernhard von Weilheim geheiratet hatte. Gebino war Vogt über Kloster Habach, das von seinem Onkel väterlicherseits Norbert von Hohenwart, dem Bischof von Chur von 1079 bis 1087/88, gestiftet worden ist. Bernhard von Weilheim war Vogt des Klosters Polling und 1135 auch von Habach.
Adelheid war also die Nichte des Bernhard von Weilheim (ca. 1102–1157) und auch des Bernhards von Sachsenkam (ca. 1060–1102). Nach dessen Tod kamen seine Besitzungen, u. a. auch Burg Grub, zum Teil an die Herren von Weilheim bzw. über Adelheid an ihren Gatten Otto. I. von Valley. Diese Güter waren wesentlicher Bestandteil für die Entstehung der Grafschaft Valley.

## Familie
Aus der Ehe mit Otto I. von Dachau-Valley gingen fünf Kinder hervor:
- Gebhard von Valley († 1141)
- Konrad I. von Valley († um 1175)
- Adelheid von Valley ⚭ Engelbert II. von Görz
- Otto II. von Valley († um 1170/72)
- Mathilde von Valley